# Neopilinidae
Neopilinidae is een familie van weekdieren uit de klasse Monoplacophora.

## Geslachten
- Adenopilina Starobogatov & Moskalev, 1987
- Laevipilina McLean, 1979
- Micropilina Warén, 1989
- Monoplacophorus Moskalev, Starobogatov & Filatova, 1983
- Neopilina Lemche, 1957
- Veleropilina Starobogatov & Moskalev, 1987
- Vema Clarke & Menzies, 1959